# Velledopsis tanganycae
Velledopsis tanganycae là một loài bọ cánh cứng trong họ Cerambycidae.